# Цвих Володимир Федорович
Володимир Федорович Цвих (22 квітня 1948 — 26 серпня 2021) — український науковець-філософ, політолог, громадський діяч. Доктор політичних наук, професор. Академік Академії наук вищої школи України з 2009 р.

## Біографія
Народився у с. Хотешів Камінь-Каширського району Волинської обл.
У 1972 р. закінчив філософський факультет Київського державного університету ім. Т. Г. Шевченка.
У 2004 р. — захистив докторську дисертацію на тему «Профспілки у громадянському суспільстві: особливості парадигми відносин».
В університеті працює з 1972 р.: інженером, заступником секретаря комітету комсомолу, заступником голови профкому.
З 1979 р. — асистент. У 1985–1987 рр. — заступник секретаря парткому. З 1987 р. — голова профкому Київського державного університету ім. Т. Г. Шевченка, доцент філософського факультету;
З 2005 р. — професор філософського факультету. З 2006 р. — завідувач кафедри політології філософського факультету.

## Наукова діяльність
Головні напрями наукових досліджень: теорія політики, громадянське суспільство: історія, теорія та практика. Викладає курси: «Політологія» та «Громадянське суспільство», «Кратологія», «Методологічні засади політології»
Автор монографій, навчальних посібників та підручників з політології. Усього має понад 100 наукових та навчально-методичних праць.

## Громадська діяльність
Голова профспілкової організації університету, Голова конференції трудового колективу університету, член вченої ради університету та вченої ради факультету, член президії Центрального Комітету профспілки освіти і науки України та Київської міської ради профспілок. Обирався до складу Конгресу Федерації профспілок України. Віце-президент Євразійської асоціації профспілкових організацій університетів.
Член спеціалізованих вчених рад по захисту докторських і кандидатських дисертацій, голова Науково-методичної комісії з політології МОН України, член редакційних колегій ряду спеціалізованих видань.

## Нагороди
Нагороджений знаком «Відмінник освіти України» (2003).
Має «Знак Пошани» та Подяку Київського міського голови, вищі профспілкові нагороди. Заслужений працівник освіти України (2004).
Нагороджений знаком Міністерства освіти і науки України «Петро Могила»
(2005), нагрудним знаком Академії педагогічних наук України «Ушинський К. Д.» (2007).
орденом «За заслуги» III ступеня (2008),
орденом «За заслуги» ІІ ступеня
(2010), медаллю «До 1500-річчя Києва».